# Pessoas LGBT na ciência

Mona Lisa, uma das obras mais famosas de Leonardo da Vinci

Pessoas LGBT na ciência são estudantes, profissionais, amadores e qualquer outra pessoa LGBT interessadas em ciência . A sexualidade de muitas pessoas na ciência continua a ser objeto de discussão por parte dos historiadores, em grande parte devido às culturas pouco receptivas em que muitas dessas pessoas viveram ou vivem. Na maior parte dos casos, não sabemos de certo como as pessoas em momentos passados teriam rotulado a sua sexualidade ou gênero, porque muitos indivíduos viviam vidas privadas muito distintas, fora das normas de gênero e de sexo aceitos na sua época. Um exemplo de uma pessoa histórica na ciência que foi indiscutivelmente parte da comunidade LGBT é Leonardo da Vinci, cuja sexualidade foi mais tarde objeto de estudo de Sigmund Freud .

## História das pessoas LGBT na ciência
Magnus Hirschfeld, um médico e sexólogo alemão, foi um dos primeiros defensores dos direitos homossexuais e transgêneros. Hirschfeld era conhecido por suas teorias sexuais e por seu ativismo. Em 1897, Hirschfeld criou a primeira organização de direitos sexuais, a Comunidade Científica Humanitária, cujo objetivo era explorar e defender os direitos das pessoas homossexuais. Como um dos primeiros defensores dos direitos homossexuais, Hirschfeld lidou com uma grande quantidade de reações negativas de jornais que diziam, por exemplo, que identidades de gênero não-normativas deveriam ser distanciadas da "medicina convencional". Hirschfeld foi atacado por nazistas por ser gay e judeu, foi espancado, demitido e teve seus livros queimados. Ele acabou também sendo forçado ao exílio na França.
John Maynard Keynes, um economista inglês, foi responsável por mudar a ideologia e a prática da macroeconomia, e suas ideias formaram também a escola de pensamento conhecida como economia keynesiana . Os relacionamentos românticos de Keynes no início de sua vida eram apenas com outras pessoas do sexo masculino. Ele teve muitos encontros sexuais com outros homens e era aberto em relação a esses casos. Várias comunidades nas quais Keynes estava envolvido, como o Bloomsbury Group e os Cambridge Apostles, aceitaram a homossexualidade de Keynes. Pessoas que se opunham às ideias de Keynes usaram sua sexualidade para atacar seu trabalho. Nos últimos anos de vida de Keynes, ele começou a ter casos com mulheres. Em 1925, Keynes casou-se com a famosa bailarina russa, Lydia Lopokova .
Alan L. Hart, um escritor, médico e radiologista pioneiro, fez contribuições significativas para a detecção da tuberculose após obter seu mestrado em radiologia pela Universidade da Pensilvânia em 1928. Hart é reconhecido hoje como um homem transgênero, embora essa terminologia não existisse durante sua época.
Antes de sua transição, Hart buscou orientação psiquiátrica de seu professor, J. Allen Gilbert, para lidar com questões relacionadas à sua identidade de gênero e atração por mulheres. Esse processo foi documentado no estudo de caso "Homossexualidade e seu tratamento" em 1920, refletindo a compreensão limitada da época sobre identidade de gênero e orientação sexual.
Hart solicitou uma histerectomia completa como parte de sua transição médica, em uma época em que os procedimentos e o entendimento sobre transição de gênero eram muito diferentes dos atuais. É importante notar que a linguagem e os conceitos usados na época para descrever a experiência de Hart não refletem nossa compreensão atual da diversidade de gênero e sexualidade.
Alan Turing, uma figura proeminente do século XX na Inglaterra, foi um gênio multifacetado cujas contribuições abrangeram matemática, ciência da computação, lógica, criptoanálise, filosofia e biologia teórica. Ele é amplamente reconhecido como um dos cientistas mais influentes de sua época e um pioneiro na comunidade LGBTQIA+ na ciência.
Durante a Segunda Guerra Mundial, Turing desempenhou um papel crucial ao liderar uma equipe de criptoanalistas em Bletchley Park. Seu trabalho na quebra do código da máquina Enigma foi fundamental para os Aliados, contribuindo significativamente para o desfecho do conflito.
Apesar de sua extraordinária contribuição para o esforço de guerra e para o avanço científico, Turing enfrentou perseguição devido à sua orientação sexual. Em 1952, foi processado por "atos indecentes" – termo usado na época para criminalizar relações homossexuais. Esta condenação teve consequências devastadoras em sua vida pessoal e profissional.
Tragicamente, grande parte do trabalho acadêmico de Turing permaneceu classificado por décadas sob a Lei de Segredos Oficiais britânica, privando o mundo de conhecer plenamente a extensão de suas contribuições durante sua vida.
No auge do Pânico da Lavanda, o astrônomo Frank Kameny foi demitido do Serviço de Mapas do Exército dos EUA em 1957, logo após seu doutorado pela Universidade de Harvard . Em 1958, ele foi impedido de exercer qualquer cargo no governo federal. Posteriormente, radicalizado, tornou-se “uma das figuras mais importantes” do movimento americano pelos direitos dos homossexuais. De acordo com o químico Abhik Ghosh, o lendário químico de porfirina, Martin Gouterman, apenas alguns anos mais novo que Kameny, conseguiu escapar de uma perseguição semelhante e foi capaz de seguir uma carreira científica de sucesso na Universidade de Washington .
A cientista da computação Lynn Conway trabalhou na IBM e inventou um método para emitir várias instruções fora de ordem por ciclo de máquina. Ela também foi pioneira no design de microchips, tendo muitas empresas de alta tecnologia hoje usando seu trabalho como base para sua tecnologia. Conway sofria de disforia de gênero e passou por uma transição de gênero em 1968. Depois que Conway revelou sua intenção de fazer a transição para a IBM, ela foi demitida. Após sua transição, Conway manteve sua transição em segredo apenas para alguns amigos próximos que sabiam. Em 2000, quando sua história se tornou pública, ela começou a trabalhar no ativismo transgênero para defender mais direitos transgêneros e igualdade transgênero.
George Washington Carver foi um cientista agrícola que desenvolveu vários produtos à base de plantas e promoveu o início do cultivo de amendoim. Embora Carver não tenha feito nenhum comentário sobre sua sexualidade, um parceiro anterior sugeriu que ele era bissexual, e sabe-se também que ele viveu o resto de sua vida com Curtis Austin Jr.
Sara Josephine Baker foi uma médica conhecida pelo nome de Doutora Jo que desenvolveu muitos programas para prevenção de doenças. Ela criou o Departamento Federal da Criança, que contribuiu significativamente para a melhoria da higiene. Ela era conhecida por ter vivido com Ida Alexa Ross Wylie até o fim de suas vidas.
Sally Ride foi uma astrofísica conhecida por ser a primeira mulher americana no espaço. Ela desenvolveu uma fundação em seu nome dedicada a melhorar a educação científica, especialmente para meninas. Após sua morte, foi anunciado que ela e Tam O'Shaughnessy, com quem ela viveu por 27 anos, eram parceiros. Isso fez de Ride também a primeira astronauta LGBT.

## Desafios para pessoas LGBT na ciência
De acordo com Manil Suri, existem tradições e expectativas de que pessoas LGBT não devem estudar ou ter carreiras na ciência . Em 2016, a Sociedade Americana de Física publicou uma lista de formas pelas quais os físicos LGBT têm uma experiência de carreira mais difícil do que os seus homólogos não LGBT.
Estudos demonstraram que muitos docentes e investigadores LGBT não são assumidos nos seus departamentos, e que assumir sua sexualidade pode afetar negativamente a retenção. Isto é particularmente problemático no campo STEM, uma vez que as culturas de trabalho e os ambientes profissionais dentro deste campo de trabalho podem muitas vezes excluir ou alienar a existência da comunidade LGBT e dos indivíduos que nela se inserem. Um estudo de 2021 identificou várias desigualdades para pessoas LGBT na ciência.
O químico David Smith especulou que a visibilidade de mais exemplos LGBT na ciência tornaria mais fácil para outros estudantes LGBT ingressarem nas ciências, e conduziu uma pesquisa que pareceu apoiar esta visão.
Um relatório sobre um inquérito realizado em 2015 a estudantes universitários dos Estados Unidos concluiu que os estudantes homossexuais de ciências tinham mais probabilidades de mudar de curso para uma disciplina fora das ciências do que os estudantes não LGBT. Alguns comentadores académicos que estudam questões LGBT comentaram que os estudantes LGBT enfrentam barreiras sociais ao estudo de ciências que as pessoas não LGBT não enfrentam. Várias organizações ativistas utilizaram este estudo como prova de que as mudanças sociais poderiam trazer igualdade de oportunidades para as pessoas LGBT estudarem e terem carreiras na ciência.

## Organizações e Campanhas

### Estados Unidos

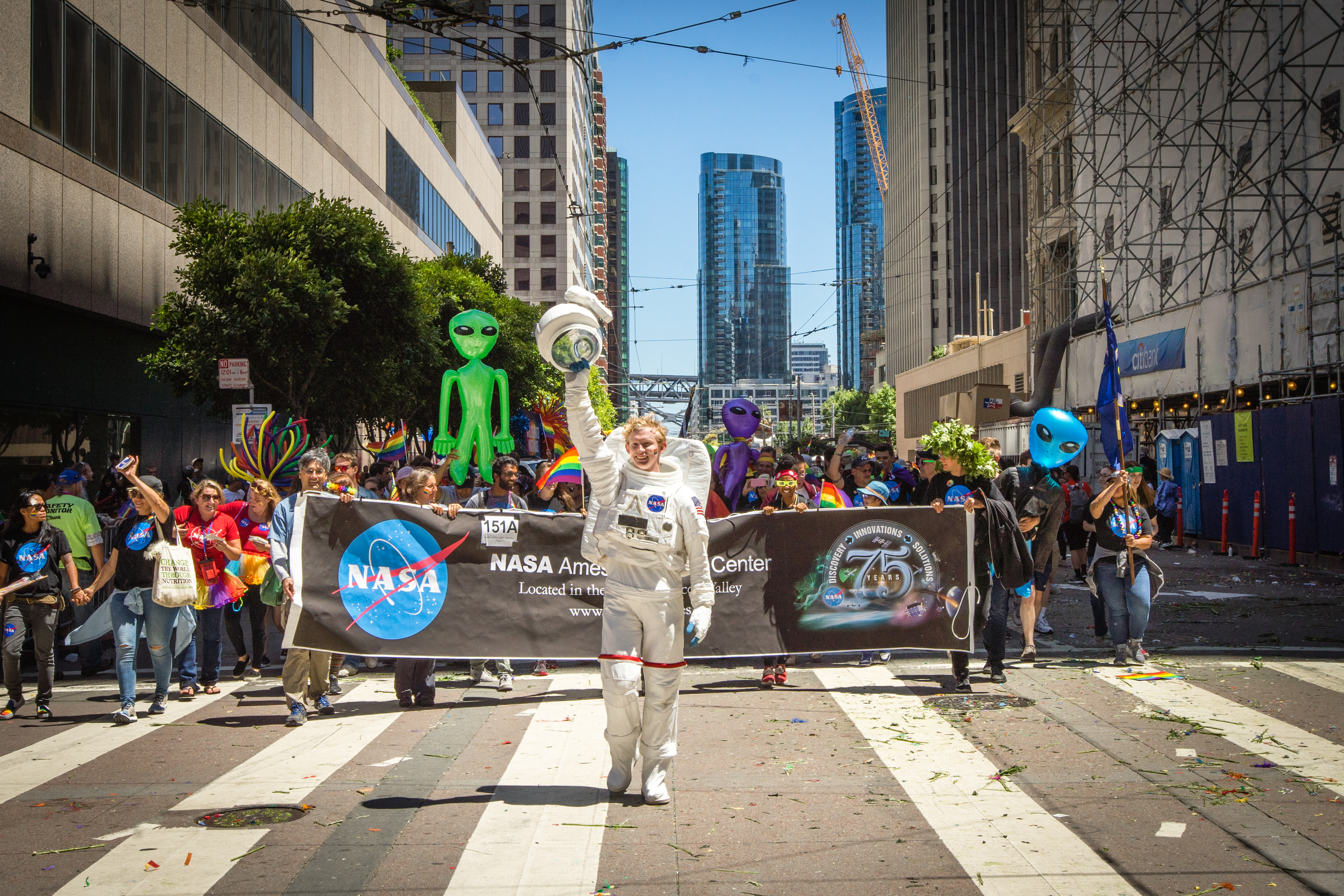
Parada do orgulho da NASA no Vale do Silício

Reconhecendo que as pessoas LGBT estão sub-representadas nas ciências, várias universidades têm programas para encorajar mais estudantes LGBT a ingressarem nos seus programas de ciências. A organização oSTEM (Out in Science, Technology, Engineering, and Mathematics) tem uma rede de cerca de 90 capítulos estudantis em universidades nos Estados Unidos. A oSTEM realiza uma conferência anual e tem como objetivo fornecer um local para os estudantes de ciências LGBT se reunirem, sejam eles assumidos ou não.
Outras organizações profissionais para pessoas LGBT na ciência incluem a Organização Nacional de Cientistas e Profissionais Técnicos Gays e Lésbicas (NOGLSTP). O NOGLSTP educa comunidades profissionais sobre questões LGBT e oferece duas bolsas de estudo anualmente. Em 2018, Lauren Esposito, curadora de aracnologia da Academia de Ciências da Califórnia, criou a campanha 500 Queer Scientists, que visa promover a inclusão na ciência. Os funcionários da NASA realizam anualmente eventos de parada do orgulho LGBT .

### Reino Unido e Europa
A Pride in STEM, uma organização de caridade sediada no Reino Unido, foi cofundadora do Dia Internacional das Pessoas LGBTQ+ na Ciência, Tecnologia, Engenharia e Matemática. Na Alemanha, um movimento semelhante foi fundado sob o nome LGBTQ STEM Berlin.
A primeira conferência interdisciplinar no Reino Unido para pessoas LGBTQ+ que trabalham em áreas STEM foi o LGBTSTEMinar, organizado na Universidade de Sheffield em 2016. Desde então, tem sido realizado anualmente e em 2020 o Prêmio Royal Society Athena foi concedido por este trabalho.